# Harlekijnwinterkoning
De harlekijnwinterkoning (Campylorhynchus jocosus) is een zangvogel uit de familie Troglodytidae (winterkoningen).

## Verspreiding en leefgebied
Deze soort is endemisch in zuidelijk Mexico.